# Нанометар
Нанометар (СИ симбол: nm) је јединица за дужину у метричком систему, једнака 1 милијардитом делу метра, 1×10−9 m.

## Име
Име нанометар потиче од грчких речи нанос (грч. νανος) што значи патуљак и речи метрон (грч. μετρον) у значењу јединица мере.

## Примена
То је једна од неколико често коришћених јединица за веома мале дужине и једнака је 10 Ангстрема, међународно признатој јединици за дужину, ван СИ система. Често је коришћена и на пољу нанотехнологије и таласних дужина светлости и тако се на пример видљива светлост налази у области од 400-700nm.
То је такође уобичајена јединица која се користи у описивању производње у микропроцесорској индустрији. Користи се и за описивање димензија атома и молекула, па је тако на пример пречник атома Хелијума 0,1nm.

## Историја
Раније је коришћена јединица милимикрон (симбол mμ) уместо нанометра. Симбол μμ је такође коришћен.